# سوني برافيا

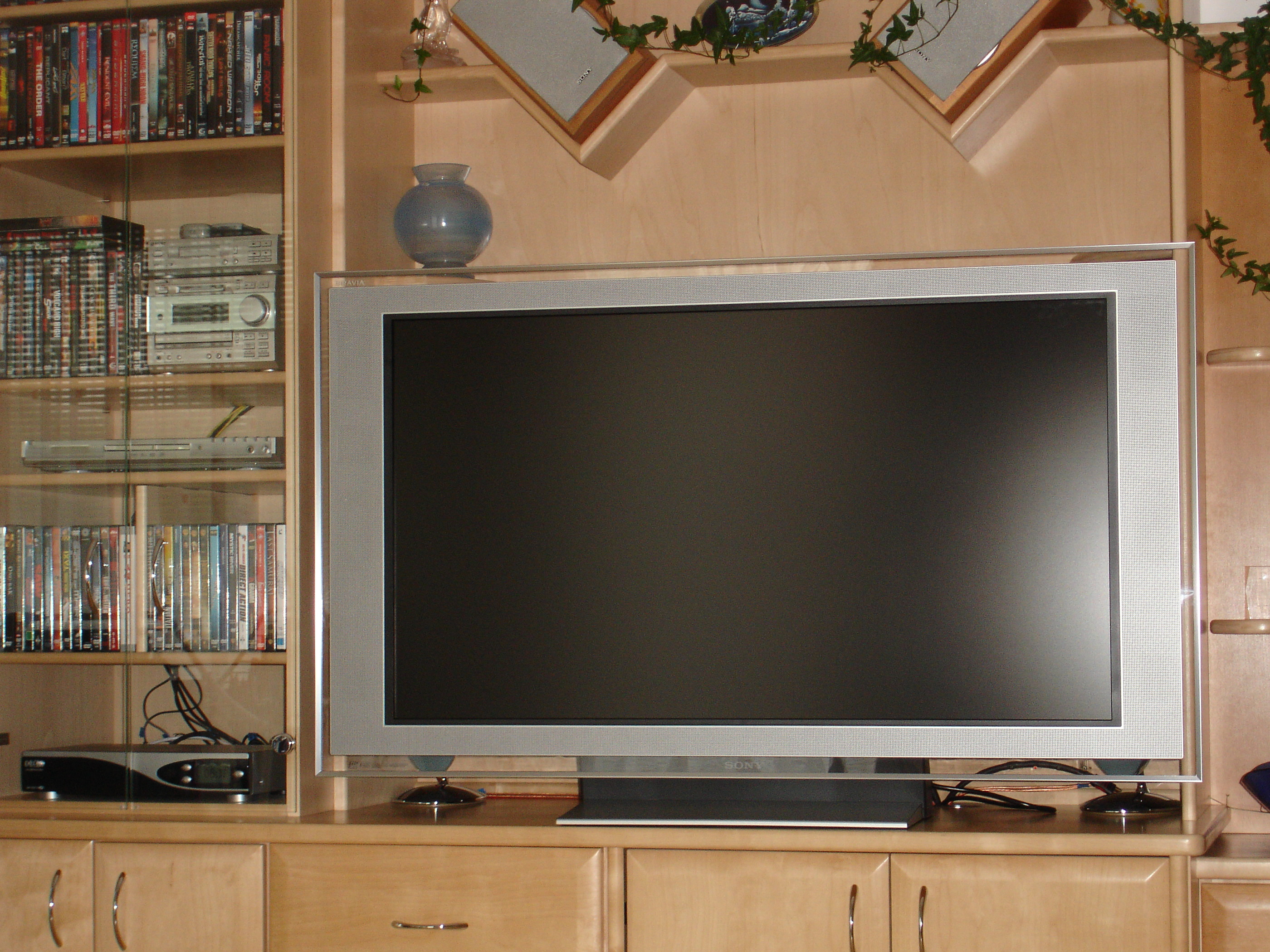

تتميز تلفزيونات سوني بتقنية (HD)وهي عرض الصورة بدقة عالية، وعلى ميزة Motionflow تعمل على مضاعفة عدد الصور أو الإطارات التي تشكل تسلسل الصورة السريعة. ويوجد بها حساس إضاءة يعمل على تعديل درجة ألوان وسطوع الشاشة تلقائياً ليتوافق مع إضاءة الغرفة
وتتميز بزاوية مشاهدة عريضة 178 درجة.
وتأتي بأنواع عديدة منها
1:Sony BRAVIA NX800 Series
2:Sony BRAVIA NX700 Series
3:Sony BRAVIA NX500 Series
4:Sony BRAVIA EX700 Series
5:Sony BRAVIA EX600 Series
6:Sony BRAVIA EX500 Series
7:Sony BRAVIA EX400 Series
8:Sony BRAVIA EX300 Series
9:Sony BRAVIA BX400 Series
10:Sony BRAVIA BX300 Series
ومنها بتقنية ال3D
11:Sony BRAVIA LX Series
12:Sony BRAVIA HX Series